# Караяниди, Олег Александрович
Олег Александрович Караяниди (7 января 1957, Джамбул — 8 февраля 1989, Москва) — советский тяжелоатлет, четырёхкратный призёр чемпионатов СССР (1979, 1982–1984), чемпион Европы (1980). Мастер спорта СССР международного класса (1977).

## Биография
Родился 7 января 1957 года в Джамбуле в греческой семье, депортированной в Казахстан из Абхазии в ходе сталинских репрессий. Вскоре после его рождения семья вернулась на постоянное место жительства в Сухуми, где в возрасте 12 лет он начал заниматься тяжёлой атлетикой под руководством Василия (Васо) Радимашвили. 
В 1974 году переехал в Москву, где продолжил тренироваться в ЦСКА под руководством Владимира Стогова. В 1977 году стал чемпионом мира среди юниоров. С конца 1970-х и до середины 1980-х годов входил в число ведущих советских атлетов легчайшего веса. В 1980 году был включён в состав сборной СССР на чемпионате Европы в Белграде и завоевал золотую медаль этих соревнований.
В 1985 году завершил свою спортивную карьеру. В 1986–1987 годах был старшим тренером сборной команды Москвы по тяжёлой атлетике.
8 февраля 1989 года на участке Московской кольцевой автодороги между Варшавским и Каширским шоссе погиб в автомобильной катастрофе. Похоронен на Михайловском кладбище в Сухуме.    